# Diney
Edilson Alberto Monteiro Sanches Borges (Tarrafal, 17 de enero de 1995), conocido como Diney, es un futbolista caboverdiano. Juega de defensa y su equipo es el Al Bataeh Club de la UAE Pro League.

## Trayectoria
Diney comenzó su carrera en Portugal en las inferiores del Vitória F. C. y como sénior en el C. S. Marítimo, donde debutó en la Primeira Liga en la temporada 2015-16.
El 13 de junio de 2018 fichó por el G. D. Estoril.

## Selección nacional
Debutó con la selección de Cabo Verde el 14 de noviembre de 2017 ante Burkina Faso. Fue citado a la Copa Africana de Naciones 2021.

### Participaciones en Copa Africana de Naciones
| Copa                           | Sede            | Resultado        |
| ------------------------------ | --------------- | ---------------- |
| Copa Africana de Naciones 2021 | Camerún         | Octavos de final |
| Copa Africana de Naciones 2023 | Costa de Marfil | Cuartos de final |

## Clubes
| Club                | País      | Año           |
| ------------------- | --------- | ------------- |
| C. S. Marítimo      | Portugal  | 2015-2018     |
| G. D. Estoril Praia | Portugal  | 2018-2019     |
| FAR Rabat           | Marruecos | 2019-2023     |
| Al Bataeh Club      | EAU       | 2023-presente |

## Palmarés

### Títulos nacionales
| Título         | Club      | País      | Año     |
| -------------- | --------- | --------- | ------- |
| Copa del Trono | FAR Rabat | Marruecos | 2020-21 |